# José Gonzalo Rodríguez Gacha
José Gonzalo Rodríguez Gacha (14 de maio de 1947 - 15 de dezembro de 1989), também conhecido por Don Sombrero e El Mexicano, era um narcotraficante colombiano e um dos líderes do Cartel de Medellín, juntamente com Pablo Escobar, Carlos Lehder e os irmãos Ochoa. No auge da sua carreira criminal, Rodríguez Gacha foi reconhecido como um dos traficantes de drogas mais bem-sucedidos do mundo. Em 1988, a revista Forbes incluiu-o na sua lista anual de todos os bilionários do mundo.

## Primeiros Anos
José Gonzalo Rodríguez Gacha nasceu a 14 de maio de 1947 na pequena cidade de Veraguas, perto de Pacho, no departamento de Cundinamarca. Proveniente de uma família pobre, de criadores de porcos, a sua educação não foi além da escola primária.
Deixou a escola no início dos anos 1970, mudando-se para Muzo, Boiacá, o centro da exploração de esmeraldas na Colômbia. Aí, começou a trabalhar para Gilberto Molina Moreno, famoso magnata das esmeraldas, como parte da sua segurança, onde desenvolveu uma temível reputação como assassino.  Ascendendo através da hierarquia dos homens de Molina, foi conhecendo traficantes de drogas. A certa altura, Rodríguez Gacha decidiu que o negócio do tráfico de droga seria mais lucrativo, tendo-se tornado independente. Mudou-se para Bogotá e associou-se a Verónica Rivera de Vargas, pioneira do narcotráfico conhecida como "rainha da cocaína", ao assassinar a família do seu principal rival. Rivera apresentou Rodríguez Gacha a Pablo Escobar e ao traficante mexicano Miguel Ángel Félix Gallardo.

## Ascensão do Cartel de Medellín
Começando a prosperar no negócio do tráfico de droga, Rodríguez Gacha começou a adquirir cada vez maiores extensões de terra no Vale do Médio Magdalena, na fronteira com os departamentos de Antioquia, Boiacá e Santander. Após se mudar para Medellín, em 1976, Rodríguez Gacha associou-se à família Ochoa, Pablo Escobar e Carlos Lehder, estabelecendo uma aliança que se foi fortalecendo e eventualmente ficou conhecida como Cartel de Medellín. Os traficantes cooperavam no fabrico, distribuição e comercialização de cocaína. Durante o final dos anos 1970, Rodríguez foi pioneiro na criação de rotas de tráfico do México para os Estados Unidos, principalmente Los Angeles, Califórnia e Houston, Texas, o que lhe permitiu ascender na hierarquia do cartel. Alguns testemunhos afirmam que Gacha foi o responsável por estabelecer estratégias de cooperação com os cartéis mexicanos. Isso, juntamente com a sua paixão pela cultura popular, musical e equestre mexicanas e a sua predileção por linguagem obscena, valeram-lhe as alcunhas El Mexicano ("O Mexicano") e Don Sombrero. Rodríguez possuía uma série de quintas na sua cidade natal, em Pacho, com nomes inspirados em terras mexicanas, como Cuernavaca, Chihuahua, Sonora e Mazatlán.
Segundo o Departamento de Justiça dos Estados Unidos, Rodríguez dirigia operações de tráfico de cocaína através do Panamá e da Costa Oeste (Califórnia) dos Estados Unidos. Alega-se que esteve envolvido no planeamento de uma operação de tráfico na Nicarágua que empregou o piloto Barry Seal (assassinado a 19 de fevereiro de 1986, após aceitar testemunhar contra o Cartel de Medellín). 
Rodríguez Gacha estabeleceu a maioria das suas operações nas regiões de Cundinamarca (principalmente Bogotá) e do Médio Magdalena. Rodríguez foi o responsável pela construção da Tranquilandia, um dos maiores e mais conhecidos laboratórios de selva, onde mais de 2.000 pessoas viviam e trabalhavam - produzindo e embalando cocaína.
Após se tornar um dos principais capos (chefes) do Cartel de Medellín, Rodríguez Gacha começou a ter problemas com as guerrilhas das FARC, principalmente por estas taxarem algumas das suas plantações e por vezes assaltarem os seus homens. Quando a guerrilha M-19 raptou Martha Nieves Ochoa, irmã do capo Jorge Luis Ochoa, o cartel decidiu criar um dos primeiros grupos paramilitares de extrema-direita a combater as guerrilhas - o movimento "Muerte a Secuestradores" (MAS). Rodríguez Gacha era um dos principais financiadores do grupo. Pouco depois, tornou-se o líder da faceta militar do cartel e, graças à sua riqueza, formou a maior organização paramilitar do país, composta por cerca de 1.000 homens, treinados e armados, originalmente responsáveis pela sua segurança, mas que eventualmente se tornaram um exército anticomunista dirigido especialmente contra as FARC, e contra o partido Unión Patriótica.

### Homicídio de Lara
A 7 de março de 1984, a Polícia Colombiana e a DEA destruíram o laboratório Tranquilandia, construído por Rodríguez Gacha. Semanas depois, a 30 de abril de 1984, o Ministro da Justiça colombiano, Rodrigo Lara, que iniciara uma cruzada contra o Cartel de Medellín, foi assassinado por homens armados numa moto. Em resposta, o presidente Belisario Betancur, que previamente se opusera à extradição de criminosos colombianos para os Estados Unidos, anunciou "Vamos extraditar colombianos". Carlos Lehder foi o primeiro a ser colocado na lista de extradições.
A perseguição ao cartel obrigou os Ochoa, Escobar e Rodríguez a fugir para o Panamá por vários meses. Alguns meses depois, Escobar foi acusado do homicídio de Lara e Rodríguez foi convocado como testemunha. Numa tentativa de remediar a situação, Escobar, Rodríguez e os irmãos Ochoa encontraram-se com o ex-presidente colombiano Alfonso López no Hotel Marriott, na Cidade do Panamá. As negociações colapsaram após a imprensa divulgar a ocorrência do encontro, levando os Estados Unidos a declararem total oposição a qualquer acordo que concedesse imunidade aos traficantes.

### Grupos paramilitares associados ao Cartel
Grupos paramilitares foram criados com o apoio de proprietários de terras e criadores de gado ameaçados pelas guerrilhas, mas também de narcotraficantes - como o Movimento Muerte a Secuestradores (MAS). Segundo numerosas fontes, alguns grupos receberam apoio do próprio Estado colombiano.
Os líderes do Cartel de Medellín criaram exércitos privados para garantir a sua própria segurança e proteger as suas propriedades. Segundo o The Washington Post, em meados dos anos 1980, Rodríguez e Pablo Escobar adquiriram enormes terrenos em Magdalena, Puerto Boyacá, Rionegro e nos Llanos que usaram para treinar os seus exércitos, transformando milícias de camponeses em forças de combate sofisticadas. No final dos anos 1980, o cartel controlava 40% das terras do Médio Magdalena e financiava a maioria dos grupos paramilitares da região.
Ao longo dos anos 1980, Rodríguez foi crucial na ascensão do Cartel de Medellín ao poder, ao financiar a importação e implementação de tecnologia e expertise estrangeiros. Segundo o Departamento de Segurança Administrativa da Colômbia, entre dezembro de 1987 e maio de 1988, Rodríguez contratou mercenários israelitas e britânicos para treinar equipas de assassinos em campos de treino remotos na Colômbia. Yair Klein, tenente-coronel israelita reformado, admitiu ter liderado uma equipa de instrutores em Puerto Boyacá, no início de 1988.

## Combate americano às drogas
Em 1989, a Drug Enforcement Administration (DEA) estimou que 80% da cocaína consumida nos Estados Unidos era importada da Colômbia pelo Cartel de Medellín ou pelos seus rivais, o Cartel de Cali.
O presidente recém-eleito, George H. W. Bush estava sob pressão para combater o aumento do consumo de drogas e da violência relacionada com drogas que assolava dezenas de cidades americanas. A principal estratégia do seu governo para restringir o fornecimento de drogas correspondeu à extradição dos líderes de cartéis colombianos para os Estados Unidos, onde seriam julgados.
A 21 de agosto de 1989, o Procurador-Geral Dick Thornburgh divulgou uma lista dos 12 barões do narcotráfico colombianos mais procurados pelos Estados Unidos, compartilhando a lista com o governo colombiano e com a Interpol. A lista incluía Pablo Escobar, Jorge Ochoa e Rodríguez Gacha, os principais líderes do Cartel de Medellín.

### Repressão financeira
Bush declarou a lavagem de dinheiro um alvo crítico na guerra às drogas, alocando 15 milhões de dólares ao combate desta prática. Em setembro de 1989, a Financial Crimes Enforcement Network (FINCEN) foi criada para combater a lavagem de dinheiro, usando software capaz de detetar transferências monetárias eletrónicas suspeitas. A 6 de dezembro de 1989, Dick Thornburgh anunciou que as autoridades tinham congelado contas pertencentes a Rodríguez Gacha, que continham 61,8 milhões de dólares, na Suíça, Áustria, Luxemburgo, Inglaterra e Estados Unidos. Após tal acontecimento, Gacha transferiu 20 milhões de dólares para o Panamá, fora do raio de ação das autoridades americanas.

## Últimos anos de Rodríguez Gacha
O crescimento do império criminoso de Rodríguez Gacha trouxe-lhe uma enorme fortuna, mas também lhe valeu muitos inimigos. Em 1987, o Cartel de Medellín tentou invadir o mercado de cocaína de Nova Iorque, que era controlado pelo Cartel de Cali, seus antigos parceiros no movimento MAS, o que gerou animosidade entre os dois grupos. Em 1988, tal animosidade deu lugar a uma guerra entre os cartéis, motivada principalmente pela vingança pessoal de Pablo Escobar contra Hélmer "Pacho" Herrera. Como líder militar do cartel, Rodríguez Gacha foi responsável pelo planeamento de vários assassinatos e outras ações violentas contra o Cartel de Cali.
Além disso, o cartel estava também em guerra contra as FARC e a ser perseguido pelo governo colombiano e pela DEA. Planeando unir as suas propriedades na  sua cidade natal de Pacho com as suas terras em Magdalena, entrou em conflito com os seus antigos aliados do negócio de esmeraldas, que ocupavam Muzo, a região no meio dos dois locais. Para manter o poder sobre esta região, Rodríguez Gacha envolveu-se numa luta violenta pelo controlo das minas de esmeralda. A 27 de fevereiro de 1989, um grupo de 25 homens armados às suas ordens assassinaram o seu ex-chefe e magnata das esmeraldas Gilberto Molina Moreno, e outras 16 pessoas, numa festa em casa de Molina. A 1 de julho de 1989, a sua ex-associada Verónica Rivera, a "rainha da cocaína", foi assassinada às suas ordens. Posteriormente, detonou uma bomba nos escritórios da Tecminas, em Bogotá, propriedade de Victor Carranza, o novo "czar" das esmeraldas, tendo também ordenado o assassinato do seu sobrinho.
Rodríguez Gacha foi acusado na Colômbia e nos Estados Unidos pelo seu envolvimento em vários assassinatos, incluindo o do presidente do partido de esquerda União Patriótica, Jaime Pardo Leal, a 12 de outubro de 1987, como retaliação pelos ataques de guerrilhas aos narcotraficantes nos Llanos Orientales. No início de 1989 (ano de horror na história da Colômbia), foi responsável pelo massacre de 12 funcionários de Justiça. Escobar e Rodríguez contrataram assassinos treinados por Yair Klein para o homicídio do candidato presidencial Luis Carlos Galán, a 18 de agosto de 1989, que provavelmente teria sido eleito o próximo presidente da Colômbia. Após o assassinato de Galán, Gacha passou a ter um papel menos ativo no planeamento de ataques terroristas do cartel de Medellín.

## Perseguição do governo e narcoterrorismo
A 19 de agosto de 1989, horas após o assassinato de Galán, o presidente colombiano Virgilio Barco declarou uma ofensiva total contra os cartéis e restabeleceu as extradições para os Estados Unidos. O povo colombiano apoiou de forma esmagadora a decisão de Barco. O governo apreendeu moradias luxuosas, ranchos, aeródromos, laboratórios de cocaína e grandes quantidades de drogas e dinheiro pertencentes aos traficantes, para além de efetuarem milhares de detenções por todo o país. O Cartel de Medellín respondeu declarando guerra ao governo. Nos 4 meses seguintes, bombardeamentos ocorriam diariamente, resultando em inúmeras mortes.
Em outubro de 1989, o narcoterrorismo levou a que o apoio popular à perseguição dos cartéis diminuísse, pelo que o Governo decidiu concentrar a sua atenção na captura de Escobar ou Rodríguez Gacha. No entanto, os dois homens conseguiam manter-se sempre um passo à frente das autoridades e continuavam a financiar uma campanha de terrorismo que ceifou a vida de centenas de políticos, juízes e civis. As autoridades colombianas alegaram que Gacha e Escobar planearam o atentado à bomba da sede da Polícia Investigativa Federal que, a 7 de dezembro de 1989, matou 63 pessoas e feriu cerca de 1000 em Bogotá. Os dois homens também foram acusados de envolvimento no bombardeamento do Voo Avianca 203, a 27 de novembro de 1989, que matou todas as 107 pessoas a bordo e que tinha como alvo o então candidato presidencial e futuro presidente da Colômbia César Gaviria Trujillo, que acabou por não embarcar.

## Morte
Na altura da sua morte, Rodríguez Gacha estava simultaneamente em guerra contra o governo colombiano, o cartel de Cali, as guerrilhas das FARC, a DEA e a guilda de empresários de esmeraldas liderados por Carranza. Todos estes começaram a colaborar entre si para o derrubar. A organização de Gacha começou a ser infiltrada pelo cartel de Cali e pelos homens de Carranza, que forneciam relatórios de inteligência a todos os seus inimigos.
Em agosto de 1989, o filho de Rodríguez Gacha, Freddy Gonzalo Rodríguez Celades, foi preso durante uma incursão do exército a um dos ranchos de Gacha, no norte de Bogotá. Freddy foi detido por posse de armas ilegais - crime de relativamente baixa gravidade -, mas a polícia deteve-o por algum tempo, tentando forçar uma reação por parte do pai. Como nenhum sinal de preocupação paterna surgiu, a polícia libertou Freddy.
Jorge Velásquez, conhecido como "El Navegante", um informador colocado pelo Cartel de Cali na organização de Gacha, revelou à polícia que o traficante se encontrava em Cartagena das Índias, protegido por 25 guarda-costas. Quando a polícia chegou à região, Gacha fugiu para Tolú num barco a motor. Aí, fazia-se acompanhar pelo seu filho Freddy, Gilberto Rendón Hurtado (conhecido como "mano de yuca" - número 8 do Cartel de Medellín e responsável pelo transporte de cocaína através das Caraíbas), quatro guarda-costas e El Navegante. A 14 de dezembro de 1989, o infiltrado voltou a informar a polícia sobre a localização de Gacha.
Ao meio-dia de 15 de dezembro de 1989, 22 policías (17 deles polícias de elite) embarcaram em dois helicópteros militares e sobrevoaram El Tesoro, uma vila entre Coveñas e Tolú, onde, segundo El Navegante, Gacha se encontrava escondido. Através de um altifalante, a polícia exigiu que Rodríguez Gacha se rendesse, mas o traficante e os seus homens, disfarçados de agricultores, aguardaram a retirada policial. No entanto, os dois helicópteros continuaram a sobrevor a zona. Quando surgiu uma oportunidade, os criminosos correram para uma carrinha vermelha estacionada nas proximidades e fugiram, perseguidos pela polícia.
Após várias tentativas fracassadas de escapar à perseguição policial, Freddy Gonzalo, Gilberto Rendón e três guarda-costas saíram do veículo e, enquanto corriam em direção a um grupo de árvores, travaram um tiroteio com um dos helicópteros. Rendón Hurtado e um guarda-costas foram mortos por uma rajada de metralhadora da aeronave. Em seguida, o helicóptero pousou e 5 polícias de elite envolveram-se noutro tiroteio com Freddy e os dois guarda-costas restantes, acabando por matar os criminosos.
Entretanto, o outro helicóptero mantinha-se na perseguição da carrinha com Gacha e um dos seus homens dentro. Quando um veículo policial surgiu à sua frente, na estrada, Gacha e o seu guarda-costas pararam a carrinha, saíram e correram para uma plantação de bananas na beira da estrada. Os atiradores nas aeronaves dispararam às cegas sobre o bananal, tentando descobrir a localização dos fugitivos. Gacha, armado com uma submetralhadora alemã, rasgou o couro cabeludo ao tentar atravessar uma cerca de arame. Sentindo-se encurralado, disparou contra o helicóptero, revelando a sua localização. A polícia respondeu com uma rajada de metralhadora, ferindo-o numa das pernas, o que o fez cair. Em seguida, foi baleado no rosto, matando-o. O guarda-costas restante foi morto pouco depois.
O som das granadas e os danos ao rosto de Rodríguez Gacha levaram alguns vizinhos a supor que o traficante teria cometido suicídio, detonando uma granada na própria cabeça. No entanto, a polícia confirmou que a causa de morte tinha sido uma bala de grande calibrem capaz de desfigurar o rosto de forma semelhante a  explosivos. Além disso, as mãos de Gacha estavam intactas, algo que não seria possível caso o criminoso se tivesse suicidado através de uma granada.

### Funeral
A 17 de dezembro de 1989, domingo, Milhares de enlutados encheram as ruas da cidade de Pacho para o funeral de Rodríguez Gacha. Vários habitantes da cidade viam o traficante como um benfeitor, por ter patrocinado a renovação de diversos edifícios na região. Embora o funeral tenha sido exclusivo a familiares, cerca de 3.000 pessoas rodearam o cemitério. Estima-se que o número total de enlutados tenha rondado os 15.000.

## Cultura popular
- Na telenovela colombiana Escobar, el Patrón del Mal, de 2012, é interpretado por Juan Carlos Arango, sob o nome Gustavo Ramírez "El Mariachi" .
- Na telenovela espanhola Los Tres Caínes, de 2013, é interpretado por Rodolfo Silva, sob o nome Gonzalo Mahecha.
- Na série televisiva da Netfflix, Narcos, de 2015, é interpretado por Luis Guzmán.
- Na série televisiva Alias El Mexicano, de 2013, e na telenovela Diomedes, el cacique de la junta, de 2015, é interpretado por Juan Sebastián Calero.
- Na telenovela Bloque de búsqueda, de 2016 é interpretado por Elkin Díaz, sob o nome Gonzalo Rodríguez Largacha.
- Na telenovela En la boca del lobo, de 2016, é interpretado por Andrés Soleibe, sob o nome Jaime Gonzalo Ramírez Lacha.
- Na série televisiva El General Naranjo, de 2019, é interpretado por Walter Luengas.